# Варзин, Юрий Фёдорович
Юрий Фёдорович Варзин (1940—1984) — заслуженный мастер спорта СССР (хоккей с мячом), четырёхкратный чемпион мира.

## Биография
Начинал играть в Нижнем Тагиле в составе «Металлурга». С 1958 года играл в СКА (Свердловск).
В 1966—1974 годах играл в столице Казахстана, здесь же играл в хоккей на траве и дважды стал чемпионом СССР. Закончил карьеру в Караганде и Омске.
Привлекался в сборную СССР, в составе которой четырежды стал чемпионом мира.
В игре отличался левым хватом клюшки, обладал высокой скоростью.
Также играл в хоккей на траве. В 1970 году был в составе сборной СССР, дебютировавшей на Чемпионате Европы в Брюсселе.
Скончался 26 октября 1984 года от сердечного приступа. Похоронен на Алматинском кладбище на проспекте Рыскулова.

### Семья
Жена — Нина Михайловна, сын Михаил (1966—2004, похоронен рядом с отцом), двукратный чемпион СССР по хоккею на траве, мастер спорта СССР.

## Достижения

### хоккей с мячом
— Чемпион СССР — 1962 

 — Серебряный призёр чемпионата СССР — 1961, 1963, 1965, 1973

 — Бронзовый призёр чемпионата СССР — 1964, 1966, 1967, 1971, 1974 

 — Обладатель Кубка СССР — 1983 

В списке 22 лучших игроков сезона входил 6 раз −1961, 1962, 1963, 1964, 1971, 1973 

 — Чемпион мира — 1961, 1963, 1965, 1967 

### хоккей на траве
— Чемпион СССР — 1972, 1973 

 — Серебряный призёр чемпионата СССР — 1970, 1971 

В списке 22 лучших игроков сезона — 1971, 1972, 1973